# Grande Prêmio da Malásia de 2005
O Grande Prêmio da Malásia de 2005 foi uma corrida de Fórmula 1 realizada em 20 de março de 2005 no Circuito Internacional de Sepang. Esta foi a segunda etapa da temporada de 2005, tendo como vencedor o espanhol Fernando Alonso.

## Pilotos de sexta-feira
| Construtor        | Nº | Piloto            |
| ----------------- | -- | ----------------- |
| McLaren-Mercedes  | 35 | Pedro de la Rosa  |
| Sauber-Petronas   | 36 | Can Artam         |
| Red Bull-Cosworth | 37 | Vitantonio Liuzzi |
| Toyota            | 38 | Ricardo Zonta     |
| Jordan-Toyota     | 39 | Robert Doornbos   |
| Minardi-Cosworth  | 40 | Juan Cruz Álvarez |

## Classificação

### Treinos oficiais
| Pos.   | Nº | Piloto               | Equipe            | Q1       | Q2       | Q1+Q2    | Grid |
| ------ | -- | -------------------- | ----------------- | -------- | -------- | -------- | ---- |
| 1      | 5  | Fernando Alonso      | Renault           | 1:32.582 | 1:35.090 | 3:07.672 | 1    |
| 2      | 16 | Jarno Trulli         | Toyota            | 1:32.672 | 1:35.253 | 3:07.925 | 2    |
| 3      | 6  | Giancarlo Fisichella | Renault           | 1:32.765 | 1:35.683 | 3:08.448 | 3    |
| 4      | 7  | Mark Webber          | Williams-BMW      | 1:33.204 | 1:35.700 | 3:08.904 | 4    |
| 5      | 17 | Ralf Schumacher      | Toyota            | 1:33.106 | 1:35.901 | 3:09.007 | 5    |
| 6      | 9  | Kimi Räikkönen       | McLaren-Mercedes  | 1:32.839 | 1:36.644 | 3:09.483 | 6    |
| 7      | 15 | Christian Klien      | Red Bull-Cosworth | 1:33.724 | 1:35.865 | 3:09.589 | 7    |
| 8      | 14 | David Coulthard      | Red Bull-Cosworth | 1:33.809 | 1:35.891 | 3:09.700 | 8    |
| 9      | 3  | Jenson Button        | BAR-Honda         | 1:33.616 | 1:36.216 | 3:09.832 | 9    |
| 10     | 8  | Nick Heidfeld        | Williams-BMW      | 1:33.464 | 1:36.453 | 3:09.917 | 10   |
| 11     | 10 | Juan Pablo Montoya   | McLaren-Mercedes  | 1:33.333 | 1:36.757 | 3:10.090 | 11   |
| 12     | 2  | Rubens Barrichello   | Ferrari           | 1:34.162 | 1:36.340 | 3:11.502 | 12   |
| 13     | 1  | Michael Schumacher   | Ferrari           | 1:34.072 | 1:36.561 | 3:11.633 | 13   |
| 14     | 12 | Felipe Massa         | Sauber-Petronas   | 1:34.151 | 1:36.733 | 3:11.884 | 14   |
| 15     | 4  | Anthony Davidson     | BAR-Honda         | 1:34.866 | 1:37.024 | 3:11.890 | 15   |
| 16     | 11 | Jacques Villeneuve   | Sauber-Petronas   | 1:34.887 | 1:37:108 | 3:12.995 | 16   |
| 17     | 19 | Narain Karthikeyan   | Jordan-Toyota     | 1:37.806 | 1:39.850 | 3:17.656 | 17   |
| 18     | 18 | Tiago Monteiro       | Jordan-Toyota     | 1:37.856 | 1:40.106 | 3:17.962 | 18   |
| 19     | 20 | Patrick Friesacher   | Minardi-Cosworth  | 1:39.268 | 1:41.918 | 3:21.186 | 20†  |
| 20     | 21 | Christijan Albers    | Minardi-Cosworth  | 1:40.432 | 1:42.569 | 3:23.001 | 19   |
| Fonte: |    |                      |                   |          |          |          |      |

- † Patrick Friesacher foi punido por trocar o motor.

### Corrida
| Pos.   | Nº | Piloto               | Construtor        | Voltas | Tempo/Diferença | Grid | Pontos |
| ------ | -- | -------------------- | ----------------- | ------ | --------------- | ---- | ------ |
| 1      | 5  | Fernando Alonso      | Renault           | 56     | 1:31:33.736     | 1    | 10     |
| 2      | 16 | Jarno Trulli         | Toyota            | 56     | + 24.327        | 2    | 8      |
| 3      | 8  | Nick Heidfeld        | Williams-BMW      | 56     | + 32.188        | 10   | 6      |
| 4      | 10 | Juan Pablo Montoya   | McLaren-Mercedes  | 56     | + 41.631        | 11   | 5      |
| 5      | 17 | Ralf Schumacher      | Toyota            | 56     | + 51.854        | 5    | 4      |
| 6      | 14 | David Coulthard      | Red Bull-Cosworth | 56     | + 1:12.543      | 8    | 3      |
| 7      | 1  | Michael Schumacher   | Ferrari           | 56     | + 1:19.988      | 13   | 2      |
| 8      | 15 | Christian Klien      | Red Bull-Cosworth | 56     | + 1:20.835      | 7    | 1      |
| 9      | 9  | Kimi Räikkönen       | McLaren-Mercedes  | 56     | + 1:21.580      | 6    |        |
| 10     | 12 | Felipe Massa         | Sauber-Petronas   | 55     | + 1 volta       | 14   |        |
| 11     | 19 | Narain Karthikeyan   | Jordan-Toyota     | 54     | + 2 voltas      | 17   |        |
| 12     | 18 | Tiago Monteiro       | Jordan-Toyota     | 53     | + 3 voltas      | 18   |        |
| 13     | 21 | Christijan Albers    | Minardi-Cosworth  | 52     | + 4 voltas      | 19   |        |
| Ret    | 2  | Rubens Barrichello   | Ferrari           | 49     | Pneu            | 12   |        |
| Ret    | 6  | Giancarlo Fisichella | Renault           | 36     | Acidente        | 3    |        |
| Ret    | 7  | Mark Webber          | Williams-BMW      | 36     | Acidente        | 4    |        |
| Ret    | 11 | Jacques Villeneuve   | Sauber-Petronas   | 26     | Rodou           | 16   |        |
| Ret    | 3  | Jenson Button        | BAR-Honda         | 2      | Motor           | 9    |        |
| Ret    | 4  | Anthony Davidson     | BAR-Honda         | 2      | Motor           | 15   |        |
| Ret    | 20 | Patrick Friesacher   | Minardi-Cosworth  | 2      | Rodou           | 20   |        |
| Fonte: |    |                      |                   |        |                 |      |        |

## Tabela do campeonato após a corrida
| Pos.   | Piloto               | Pontos |
| ------ | -------------------- | ------ |
| 1      | Fernando Alonso      | 16     |
| 2      | Giancarlo Fisichella | 10     |
| 3      | Rubens Barrichello   | 8      |
| 4      | Jarno Trulli         | 8      |
| 5      | David Coulthard      | 8      |
| Fonte: |                      |        |

| Pos.   | Equipe            | Pontos |
| ------ | ----------------- | ------ |
| 1      | Renault           | 26     |
| 2      | Toyota            | 12     |
| 3      | Red Bull-Cosworth | 11     |
| 4      | Ferrari           | 10     |
| 5      | Williams-BMW      | 10     |
| Fonte: |                   |        |

- Nota: Somente as primeiras cinco posições estão listadas.